# Darren Emerson
Pour les articles homonymes, voir Emerson.
Darren Emerson (30 avril 1971) est un DJ de musique électronique originaire de Hornchurch en Angleterre, il quitta le groupe Underworld en l'an 2000.
Il rejoint par ailleurs le label Global Underground.

## Discographie

### Carrière solo
- Psychotrance 2 (1994)
- Mixmag Live!, Vol. 13 (1996)
- Cream Separates (1997)
- Global Underground: Uruguay (2000)
- Global Underground: Singapore (2001)
- Summer Love 2001: DJ Emerson & D. Dreyer (2001)
- Underwater, Episode 1 (2002)
- H2O (12 inch) (2002)
- Underwater, Episode 2 (2003)
- Underwater, Episode 3 (2004)
- Underwater, Episode 4 (2005)
- Bouncer (2005)
- H2O EP (2005)
- Underwater, Episode 5 (2006)
- Crashjack (2008)
- Global Underground: Bogotá" (2009)

### Singles et EPs
- Gracelands (2010, Detone)
- Decisions (2010, Detone)
- Hard For Slow (2010, Detone)
- Au Go Go (2010, Detone)

### Avec Underworld
- dubnobasswithmyheadman (1993)
- Second Toughest in the Infants (1996)
- Beaucoup Fish (1999)
- Everything, Everything (2000)